# Мельников, Степан Кириллович
Степа́н Кири́ллович Ме́льников (род. 25 апреля 2002, Москва) — российский футболист, полузащитник «Ростова-2».

## Биография

### Клубная карьера
Начал заниматься футболом в Москве в школе «Лидер». Первый тренер — Михаил Анатольевич Цыбров. Позже был приглашён в академию московского «Спартака» и после успешного просмотра был в неё зачислен. Зимой 2019 года был переведён в молодёжную команду «Спартака». Дебютировал в молодёжном первенстве 3 марта 2019 года в матче 18-го тура против «Краснодара» (0:1). Первый мяч за молодёжную команду забил 18 октября 2019 года в матче 13-го тура против «Рубина» (1:0). В 2019 году провёл 11 матчей и забил 4 мяча в Юношеской футбольной лиге. Дебютировал в ЮФЛ 21 августа 2019 года в матче 4-го тура против московского «Локомотива» (1:3), а первый мяч забил 25 сентября 2019 года в матче 7-го тура против московского «Динамо» (2:1). Всего выступал в молодёжном первенстве с 2019 по 2020 года, проведя 38 матчей и забив 12 мячей.
Зимой 2021 года был приглашён Романом Пилипчуком в фарм-клуб «Спартак-2». Дебютировал в первенстве ФНЛ 6 марта 2021 года в матче 28-го тура против «Балтики» (0:1). Первый мяч за «Спартак-2» забил 28 апреля 2021 года в матче 39-го тура первенства ФНЛ против «Факела» (3:5). В сезоне 2020/21 провёл 14 матчей и забил 3 мяча. 25 июня 2021 года Мельников продлил контракт со «Спартаком» до лета 2023 года.
Летом 2021 года был приглашён Руем Виторией в «Спартак» для участия в предсезонном сборе и принимал участие в товарищеских матчах. За московский клуб дебютировал 29 ноября 2021 года в матче 16-го тура чемпионата России против «Уфы» (1:1) выйдя на 76-й минуте вместо Александра Ломовицкого.
20 января 2022 года перешёл в «Ростов», подписав контракт на 4,5 года. Дебютировал за клуб 7 марта 2022 года в матче 20-го тура чемпионата России против «Сочи» (0:1), заменив на 71-й минуте Понтуса Алмквиста.

### Карьера в сборной
С 2017 года вызывался в сборные России различных возрастов под руководством Дмитрия Хомухи. В 2017 году провёл 5 матчей и забил один мяч за сборную до 15 лет, в 2018 году за команду до 16 лет провёл 4 матча. С 2018 по 2019 года выступал за сборную до 17 лет, за которую провёл 6 матчей. В мае 2019 года представлял Россию на Чемпионате Европы среди юношей до 17 лет.